# Vrachonisída Tracheiá
Vrachonisída Tracheiá är en ö i Grekland.   Den ligger i prefekturen Nomós Kerkýras och regionen Joniska öarna, i den västra delen av landet, 400 km nordväst om huvudstaden Aten.
Terrängen på Vrachonisída Tracheiá är varierad. Öns högsta punkt är 2 meter över havet. 